# Jo Leinen
Jo Leinen, född 6 april 1948 i Bisten, är en tysk ledamot av Europaparlamentet. Han invaldes på SPD:s lista och sitter med Socialdemokratiska gruppen i Europaparlamentet. Han avslutade sin juristutbildning i Tyskland 1972 och han fick sitt certifikat i Avancerade Europa Studier från College of Europe i Brygge, Belgien, 1974. Från och med 1977 har han varit verksam som advokat i Freiburg im Breisgau.

## Politisk verksamhet i Tyskland

### Utomparlamentarisk verksamhet
Leinen blev allmänt känd omkring 1980 som talesman för rörelserna mot kärnvapen och kärnkraft. Han har även varit aktiv i Bundesverband Bürgerinitiativen Umweltschutz (BBU). Han fick sitt smeknamn “Container-Jo” under en demonstration då han klättrade upp på en kontainer för att lyckas få sin röst hörd med hjälp av en megafon. I samband med demonstrationen mot kärnkraftverket i Brokdorf (1981) anklagades han för att vara aktionens “ledare och anförare” men befridades av Tysklands författningsdomstol, som förklarade att "ledare och anförare" inte kan utpekas för kollektiva aktioner av detta slag. En av hans försvarare var Gerhard Schröder.

### Verksamhet i tyska socialdemokratiska partiet SPD
Jo Leinen är medlem i SPD och har haft olika funktioner i partiet:
- 1977–1979: Europasekreterare for unga socialdemokrater
- 1981–1985: Medlem i partiets miljökommitté
- 1985–1999: Medlem i förbundsstyrelsen i SPD Saar
- 1996 - Medlem i partiets europaommission

### Politiker i Saarland
Leinen var miljöminister i förbundslandet Saarland 1985-1994 och därefter medlem av Saarlands Landtag (riksdag) fram till 1999.
1999 var Leinen även medlem i kommunalfullmäktige för Püttlingen/Saar.

## Europaparlamentet
Leinen har varit ledamot for Europaparlamentet sedan 1999. Han har varit ersättande ordförande för kommittén för Justititeministeriet och 23 juli 2004 valdes han till ordförande för Justitieministerieutskottet. Han var även suppleant i utskottet for Utrikesfrågor. Han var medlen i regionskommitten från 1995-1999 och i kongressen för regionskommitten och Europarådet. Nuförtiden är han medlem i olika kulturella-, sociala- och sportorganisationer; han är även viceordförande för EUROSOLAR e.V och medlem i “Central Executive Committee”. Leinen är medlem I delegationen för relationerna med Södra Asien och biträdande medlem for delegationen for relationerna med Indien.

## Federalistisk verksamhet
- Ordförande för Europeiska ungfederalisterna (JEF) 1977-1979
- Ordförande för Europeiska federalistunionen (Union of European Federalists, UEF) 1997-2005
- Vice-ordförande för Europarörelsen (European Movement International) 2003-2011
- Ordförande för Europarörelsen (European Movement International) 2011-

## Utmärkelser
- 1985: pris från en tysk miljöstiftelse
- "MEP Award 2010" för insatser inom klimat- och miljöskydd
- Çevre-skolans (Istanbul) miljöpris 2011

## Publikationer
- Öffentlichkeit in Europa: Europäische Öffentlichkeit als neuer Antrieb für europäische Politik, i: Claudio Franzius/ Ulrich K. Preuß (Hrsg.), Europäische Öffentlichkeit, Baden-Baden 2004, S.31–37.
- zusammen mit Justus Schönau: Auf dem Weg zur europäischen Demokratie. Politische Parteien auf EU-Ebene: neue Entwicklungen, i: Integration, 3/2003, S. 218–227.